# Microsoft Development Center Serbia
Centro de desenvolvimento da Microsoft na Sérvia (em inglês: Microsoft Development Center Serbia) ou MDCS é um dos vários centros de desenvolvimento da Microsoft em todo o mundo. Foi fundado em 2005. naquela época, ele foi o quinto centro deste tipo da Microsoft. Está localizado em Belgrado e em agosto de 2013. ano, empregava 130 desenvolvedores.
Centro de Desenvolvimento tem várias equipes que estão trabalhando em várias tecnologias da Microsoft como por exemplo SQL Server, Microsoft Office e motor de busca Bing.